# Bernard
A Bernard egy animációs sorozat. Rövidfilmek, melyeket 2006-ban mutatott be a Cartoon Network. Két változata is van, az úgynevezett Bernard Shorts és a Bernard Sports. Magyarországon napjainkban a műsorszünet idején a HBO és a HBO2 adja le a részeket.

## Történet
A sorozat egy kíváncsi jegesmedvéről, Bernardról szól. A Bernard Shorts a mindennapi élet iránt kíváncsiskodik, a Bernard Sports részekben pedig különböző sportokat űz. Rendszeresen rosszul végzi el különböző tevékenységeit, emiatt dühbe szokott jönni. Ahol a jegesmedve jár, kő-kövön nem marad. Bernard soha nem beszél, csak a fájdalom miatt kiadott hangokat lehet tőle hallani. Több mellékszereplő is van, Lloyd és Eva a pingvinek (Bernard Sports és Bernard Shorts epizódokban), Zack a gyík (Bernard Sports epizódokban), Goliath a csivava (Bernard Shorts epizódokban), Sam a baba (Bernard Shorts epizódokban).